# 冷却器

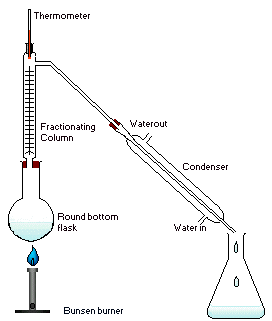
ビグリューカラム（左）とリービッヒ冷却管（右）を使った蒸留装置。

実験室において、冷却器（れいきゃくき、condenser）とは、蒸気や液体を冷やす実験器具・装置である。種類によっては 冷却管（れいきゃくかん）、還流管（かんりゅうかん）とも呼ばれる。通常、冷却管は太いガラス管の中に細いガラス管が入っている構造を持ち、どちらかに蒸気が、もう一方に冷却水が流される。蒸留や還流の操作に用いられる。
実験器具の場合、蒸気や液体が進入していく入口の方は、通常すり合わせで別のガラス管と密着させる。逆に排出される出口側は密着させないか、通気口をつける。また、空気中の湿気が入らないようにしたいときは塩化カルシウム管を設置する。もし、出口の方まですり合わせやゴム栓で密閉してしまうと内部の気圧の上昇により器具の破損につながる。
- デュワー冷却器
- アリーン冷却器
- グラハム冷却器
- ジムロート冷却器
- リービッヒ冷却器
- フリードリヒ冷却器（英語版）
- ホプキンス冷却器
- ウエスト冷却器（英語版）

## 画像

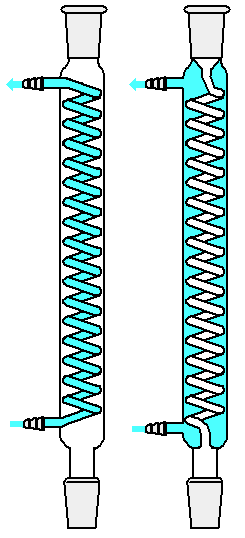
グラハム冷却器
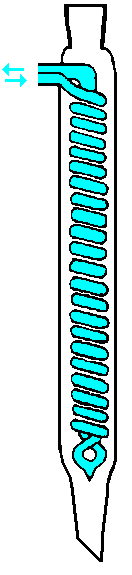
ジムロート冷却器
アリーン冷却器
フリードリヒ冷却器
2種類のリービッヒ冷却器とアリーン冷却器
コールドフィンガー